# Wólka Lesiowska
Wólka Lesiowska [pronunciación en polaco: /ˈvulka lɛˈɕɔfska/] es un pueblo ubicado en el distrito administrativo de Gmina Jastrzębia, dentro del Condado de Radom, Voivodato de Mazovia, en el este de Polonia central. Se encuentra aproximadamente a 12 kilómetros al noreste de Radom y a 84 kilómetros al sur de Varsovia.
El pueblo tiene una población aproximada de 170 habitantes.